# 丹尼尔·布恩国家森林
丹尼尔·布恩国家森林（英語：Daniel Boone National Forest）是唯一一座完全位于肯塔基州境内的国家森林。该森林设立于1937年，起初名为坎伯兰国家森林（Cumberland National Forest），因为森林的核心地带被唤作坎伯兰采购部门（Cumberland Purchase Unit）。森林官方公布的面积有2,100,000英畝（8,500平方），其中706,000英畝（2,860平方）由美国农业部国家森林局所管控（截止至2006年4月），比起1990年代早中期的620,000英畝（2,500平方）有所增长。